# Lee Mack
Lee Gordon McKillop (født 4. august 1968), kendt under sit scenenavn Lee Mack, er en engelsk skuespiller, komiker og tv-vært. Han er kendt for at have skrevet og medvirket i den britiske sitcom Not Going Out, at være holdkaptajn på BBC Ones panelshow Would I Lie to You?, være vært på Sky One panelshow Duck Quacks Don't Echo og være vært på panelshowet They Think It's All Over.
Han har også været gæstevært på Have I Got News for You og Never Mind the Buzzcocks, gæstekaptajn på 8 Out of 10 Cats Does Countdown og deltager i QI.
I 2021 havde han debut på Radio 4s panelshowet I'm Sorry I Haven't A Clue.